# Anthidium deceptum
Anthidium deceptum är en biart som beskrevs av Smith 1879. Anthidium deceptum ingår i släktet ullbin, och familjen buksamlarbin. Inga underarter finns listade i Catalogue of Life.